# Clarence Brown
Clarence Brown, född 10 maj 1890 i Clinton i Massachusetts, död 17 augusti 1987 i Santa Monica i Kalifornien, var en amerikansk filmregissör.
Brown var ursprungligen ingenjör och kom 1913 till filmen som regiassistent. Under första världskriget var han stridsflygare och störtade på västfronten varefter han låg på sjukhus under flera år. Brown återvände därefter till filmen och regisserade bland annat flera av Rudolph Valentinos mest kända filmer och Norma Talmadge i Kiki och Drottning Gåsfot. Mest känd blev han som regissör av ett flertal av Greta Garbos filmer, bland annat Åtrå, Gröna hatten, Anna Christie, Romantik, Inspiration, Anna Karenina och Marie Walewska. Bland Browns övriga filmer märks Nattflyg (1934) som han själv ansåg vara sin bästa film och När regnet kom efter Louis Bromfields roman.